# Bopyrinella stricticauda
Bopyrinella stricticauda är en kräftdjursart som beskrevs av Théodore Monod 1933. Bopyrinella stricticauda ingår i släktet Bopyrinella och familjen Bopyridae. Inga underarter finns listade i Catalogue of Life.